# Ramal Paloma-Juntas
El ramal Paloma-Juntas fue una línea de ferrocarril existente en la región de Coquimbo, Chile, que unía la localidad de Juntas, en la comuna de Monte Patria, con el ferrocarril Longitudinal Norte en la estación Paloma.

## Historia
Los planes para construir un ramal ferroviario entre el poblado de La Paloma y el sector de Juntas se remontan a enero de 1896, cuando el Estado decidió adquirir los ferrocarriles de la provincia de Coquimbo y se encargaron estudios para la construcción de la vía. La construcción del ramal se inició en 1912 y se prolongó hasta 1915, habiendo sido paralizadas las obras en 1914 y ante lo cual se requirió un aporte adicional del Estado para concluir las faenas. El decreto del 25 de agosto de 1915 cambió el nombre de la estación Puntilla por el de Ponio.
La vía, de 18 km y trocha métrica, corría por la ribera norte del río Grande —también denominado Huatulame— llegando hasta la unión de este con el río Rapel, en el sector denominado Juntas, y fue de gran utilidad para el transporte de carga, esencialmente agrícola, a lo largo del valle antes mencionado. En 1935 se construyó una variante del ramal a la altura de Monte Patria, y ese mismo año producto de una crecida el puente Ponio resultó destruido, siendo reconstruido durante el mismo año. Hacia 1946 por el ramal corrían 5 trenes por semana.
El ramal dejó de circular entre fines de los años 1940 e inicios de los años 1950; ya en mapas de 1953 no aparece el trazado del ferrocarril, así como tampoco en diagramas de la Empresa de los Ferrocarriles del Estado.
Mediante el decreto 593 del 27 de marzo de 1951 se solicitaron propuestas públicas para operar el ramal, sin embargo el concurso fue declarado desierto, por lo que el decreto 1503 del 7 de agosto del mismo año autorizó a la Empresa de los Ferrocarriles del Estado a levantar las vías.
Posterior a su cierre, las vías del ramal fueron levantadas y parte de ellas fueron ocupados por carreteras, mientras que el sector más occidental del tramo fue inundado por las aguas del embalse La Paloma luego de su construcción a mediados de los años 1960. Algunos recintos de estaciones fueron reconvertidos, como el caso de la estación Juntas, que actualmente es ocupado por una escuela.

## Trazado
El ramal Paloma-Juntas atravesaba las localidades de La Palma, Las Puentes, Monte Patria, Pueblo Hundido o Viejo, Agua Chiquita y las haciendas de Mal Paso, Monte Patria, Vista Bella, La Puntilla de San Juan y Juntas.
| Estación     | Km | Notas |
| ------------ | -- | ----- |
| Paloma       | 0  |       |
| Mal Paso     | 5  |       |
| Monte Patria | 9  |       |
| Puntilla     | 13 |       |
| Juntas       | 18 |       |

## Infraestructura

### Puentes
| Puentes ferroviarios | Puentes ferroviarios          | Puentes ferroviarios | Puentes ferroviarios | Puentes ferroviarios | Puentes ferroviarios |
| Nombre               | Ubicación                     | Largo (m)            | Altitud (m s. n. m.) | Año de inauguración  | Imagen               |
| -------------------- | ----------------------------- | -------------------- | -------------------- | -------------------- | -------------------- |
| Puente Monte Patria  | Entre Monte Patria y Puntilla | 30                   |                      | 1915                 |                      |
| Puente Ponio         | Entre Puntilla y Juntas       | 64                   |                      | 1915                 |                      |